# Radikale Reformation

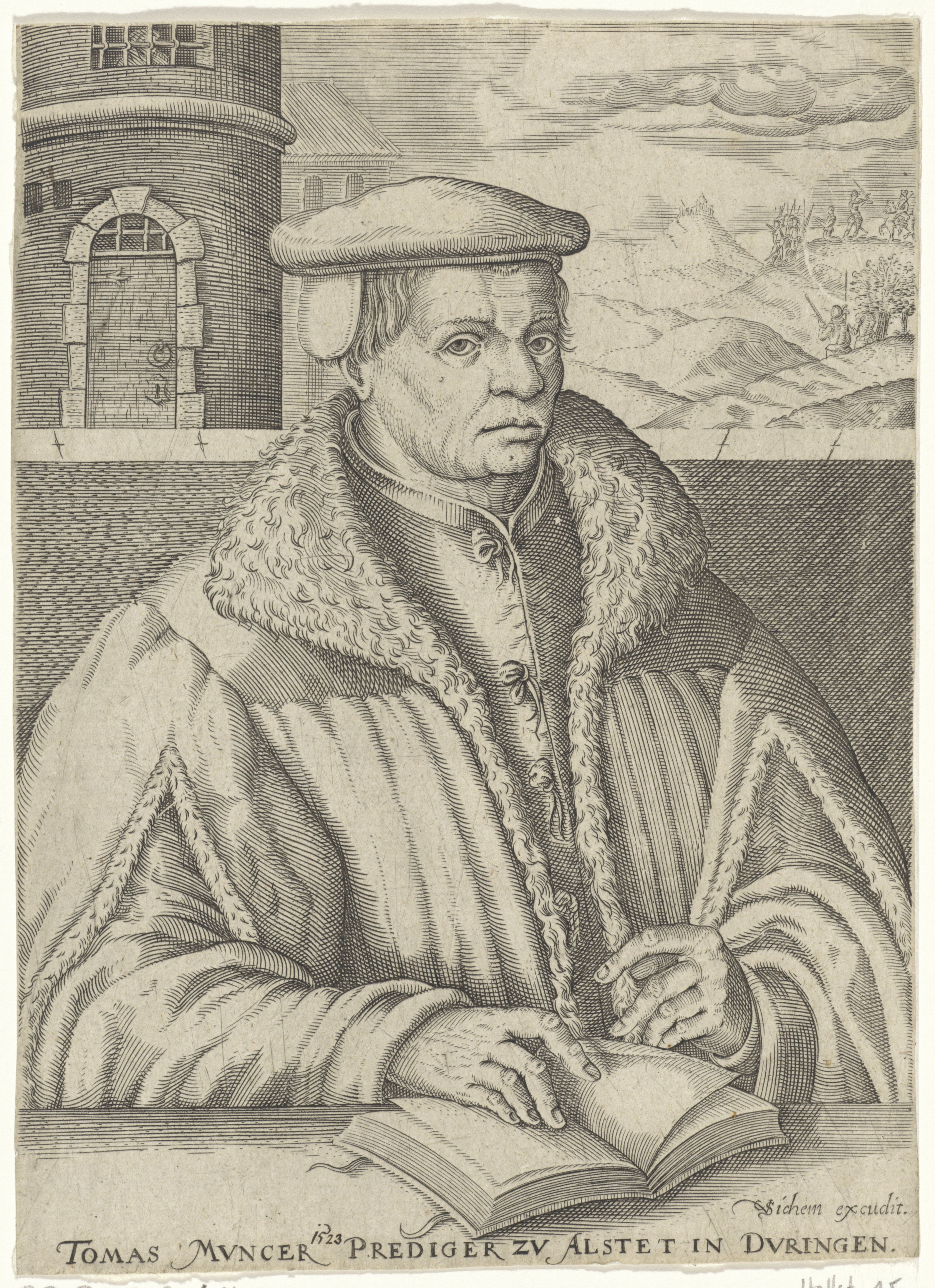
Thomas Müntzer

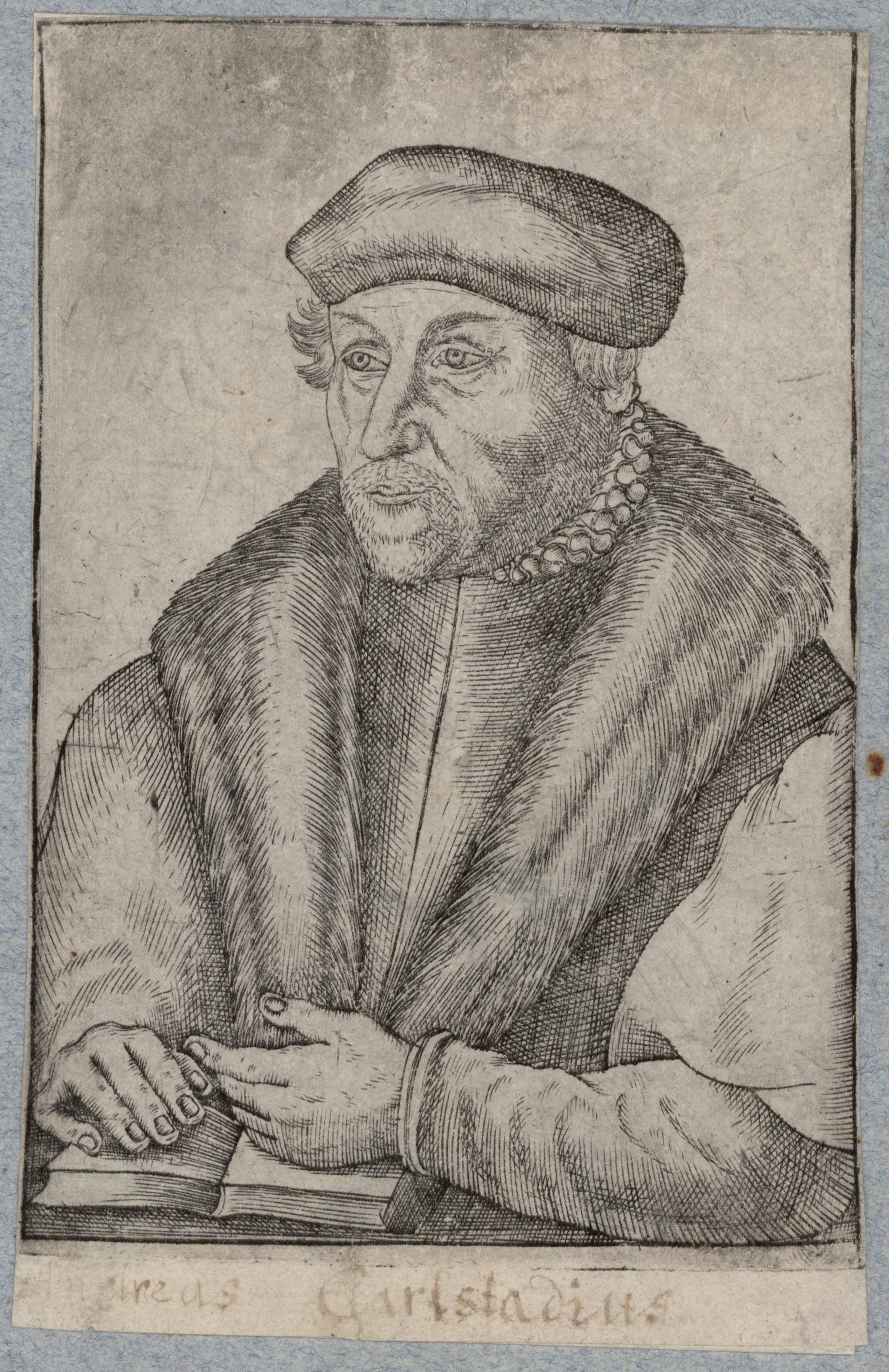
Andreas Bodenstein, genannt Karlstadt

Mit dem Sammelbegriff radikale Reformation werden jene reformatorischen Gruppierungen bezeichnet, die sich in Opposition zu den Reformationsbewegungen von Luther und Zwingli entwickelten. Der Begriff bezieht sich besonders auf Reformatoren wie Thomas Müntzer, Andreas Bodenstein, Kaspar Schwenckfeld sowie die Täufer, die Antitrinitarier (Unitarier) und Spiritualisten („Schwärmer“).
Der Terminus radical reformation  wurde vor allem vom amerikanischen Theologen George Huntston Williams geprägt. Der US-amerikanische Historiker Roland H. Bainton und der deutsche Theologe Heinold Fast bezeichneten die radikale Reformation auch als „linken Flügel der Reformation“. Um politische Konnotierungen und Wertungen zu vermeiden, verwendet die Mainzer Kirchenhistorikerin Irene Dingel den Begriff des „reformatorischen Dissens“.

## Charakteristika
Gemeinsam war allen radikalen Reformatoren die Enttäuschung über die Entwicklung des territorialen Protestantismus und die Forderung nach einer weitergehenden Reform der Kirche. Wie die übrigen Reformatoren waren sie vom Humanismus und dem Gedanken einer Rückwendung zu den Idealen der frühen christlichen Gemeinden geprägt (Restitution). Viele von ihnen verband auch eine apokalyptische Welt- und Zeitsicht (baldige Wiederkunft Christi).
Ansonsten bot die radikale Reformation ein eher heterogenes Bild. Thomas Müntzer beispielsweise verband die kirchliche Reform mit Kritik an den bestehenden politischen und sozialen Verhältnissen, wie es in seiner Fürstenpredigt von 1524 zum Ausdruck kam. Später war Müntzer auch aktiv in die Deutschen Bauernkriege und in die Gründung des Ewigen Rates in der freien Reichsstadt Mühlhausen in Thüringen involviert. Andere Vertreter wie Andreas Bodenstein konzentrierten sich stattdessen allein auf die Reform der Kirche.
Eine bedeutende Rolle innerhalb der radikalen Reformation spielten die Täufer. Die Täuferbewegung entstand im Januar 1525 in der Schweiz und breitete sich in kurzer Zeit auch in großen Teilen Deutschlands aus. Kennzeichnend für die Täufer waren unter anderem das Priestertum aller Gläubigen, die Gemeindeautonomie, die Ablehnung des Eides und das Eintreten für Religionsfreiheit. Die Bewegung konzipierte sich schon relativ früh als Freiwilligkeitskirche und Freikirche, obschon es unter Johannes Brötli und Balthasar Hubmaier auch Bemühungen um den Aufbau einer Territorialkirche / einer ‚Volkskirche‘ gab. Da die Täufer die Taufe von Kindern ablehnten, wurden sie polemisch als Wiedertäufer bezeichnet. Heute noch bestehende täuferische Gruppen sind unter anderem die Mennoniten und die Hutterer.
Neben den meist pazifistischen Täufergruppen gab es auch militante Gruppierungen wie die stark chiliastischen Täufer von Münster, die um 1534 in Erscheinung traten. Eine weitere ebenfalls stark chiliastisch geprägte radikalreformatorische Gruppe waren die Zwickauer Propheten, die bereits 1521 in Wittenberg auftraten.
Weitere radikalreformatorische Gruppen bildeten die Spiritualisten und die Antitrinitarier. Die Spiritualisten waren stark von der Mystik geprägt und betonten den inneren Glauben. Äußere Zeichen wie die Sakramente spielten bei ihnen kaum eine Rolle. Bedeutende Vertreter des Spiritualismus der Reformationszeit sind Hans Denck, Sebastian Franck und Kaspar von Schwenckfeld. Noch heute gibt es in Nordamerika Schwenkfeldianer. Auch Thomas Müntzer und Andreas Bodenstein können dem Spiritualismus zugerechnet werden. Punktuell gab es auch Überschneidungen zwischen Täufern und Spiritualisten. Besonders die Süddeutschen Täufer, eine Täuferbewegung ganz anderen Ursprungs als die schweizerische, waren von ihnen beeinflusst. Unter den süddeutschen Täuferführern war in den ersten Jahren Hans Hut der bedeutendste, der das Erbe Müntzers angetreten hatte.
Auch die Antitrinitarier, die unter anderem auf das Wirken von Matteo Gribaldi, Petrus Gonesius und Fausto Sozzini zurückgehen, werden der radikalen Reformation zugerechnet. Ein bekannter Vertreter des Antitrinitarismus ist Michael Servetus, der unter dem Einfluss Johannes Calvins 1553 umgebracht wurde. Auch Giovanni Valentino Gentile und Iwan Tyszkowic wurden wegen ihres antitrinitarischen Glaubens hingerichtet. Auch im Fall des Antitrinitarismus gab es zum Teil Überschneidungen mit der Täuferbewegung, was am Beispiel der Polnischen Brüder festgestellt werden kann. Noch heute gibt es unitarische Kirchen wie die Unitarische Kirche Siebenbürgen. Ein Teil des Unitarismus hat sich jedoch inzwischen von seinen christlich-reformatorischen Wurzeln gelöst.

## Verfolgung

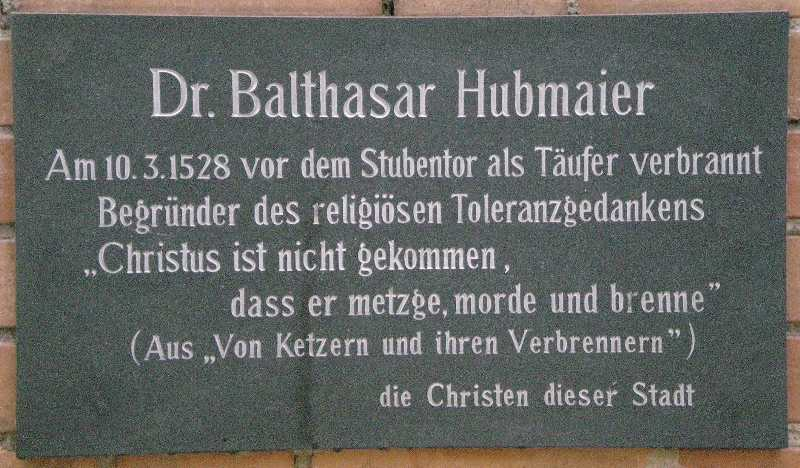
Gedenktafel für Balthasar Hubmaier (Wien)

Die staatskritische radikale Reformation wurde von Seiten der Fürsten meist als Bedrohung des eigenen Machtanspruches verstanden und entsprechend verfolgt. Viele ihrer Vertreter wurden verbrannt, ertränkt oder außer Landes gewiesen. Auf dem Reichstag zu Speyer 1529 wurde das Wiedertäufermandat beschlossen, das die Todesstrafe für Wiedertäufer festsetzte. Auch von Seite der katholischen, lutherischen und reformierten Kirchen wurden die radikalreformatorischen Gruppen verfolgt. So werden die Täufer im 1530 beschlossenen Augsburger Bekenntnis ausdrücklich verdammt. Besonders im Dreißigjährigen Krieg und unter der nachfolgenden Rekatholisierung setzte eine umfassende Verfolgung der radikalen Reformation ein. So wurden im 17. Jahrhundert viele mennonitische Gemeinden im süddeutschen Raum ausgelöscht. Die Hutterer wurden aus Mähren und der Slowakei, die Unitarier aus Polen-Litauen und die Schwenkfelder aus Schlesien vertrieben. In der Schweiz gab es teilweise noch bis in das 18. Jahrhundert staatliche Täuferjäger. Die teils massiven Verfolgungen in Europa führten letztlich zur Auswanderung großer Teile der radikal-reformatorischen Konfessionen nach Nordamerika.